# Угорці
Уго́рці, мадя́ри (від угор. magyarok — «ма́дярок») — народ з фіно-угорської мовної групи, основне населення Угорщини.

## Етнонім
Самоназва угорців — «мадяри» (magyarok, однина — magyar). Це слово співзвучне з самоназвою споріднених з ними народів — хантів і мансі (mańśi).
Українське «угорці» походить від давньоруської назви цього народу — ѫгре (однина — ѫгринъ), похідної від прасл. *ǫgrъ, *ǫgъrinъ і грец. Οὖγγροι, Οὑγγρικός, яким позначали огурів — групу тюркських народів, з якими союз племен на чолі з мадярами мав давні зв'язки, тому сусідами сприймався як єдине ціле.
Пізніша форма Hungari, можливо, виникла внаслідок контамінації з назвою іншого східного народу — Hunni («гуни»). Похідними від Hungarus, Hungari називають угорців і в інших мовах Європи. Етимологічно споріднений термін угри вживають як загальну назву щодо угорців і близькоспоріднених з ними хантів й мансі (що говорять угорськими мовами), а також як елемент складового терміна «фіно-угри».
Угорці відомі також під застарілою назвою «венгерці» — це є адаптацією пол. Węgier («угорець») — теж похідного від праслов'янського *ǫgrъ, з переходом носового ǫ в носове ę і доданням протетичного «w». Російська назва угорців — «венгры» запозичена з польської; похідне від ѫгре слово угры вживається лише в значенні «народи, що говорять угорськими мовами», «угри».
«Угорськими горами» (горы Угорскыи) у Стародавній Русі називали Карпати.

## Розселення

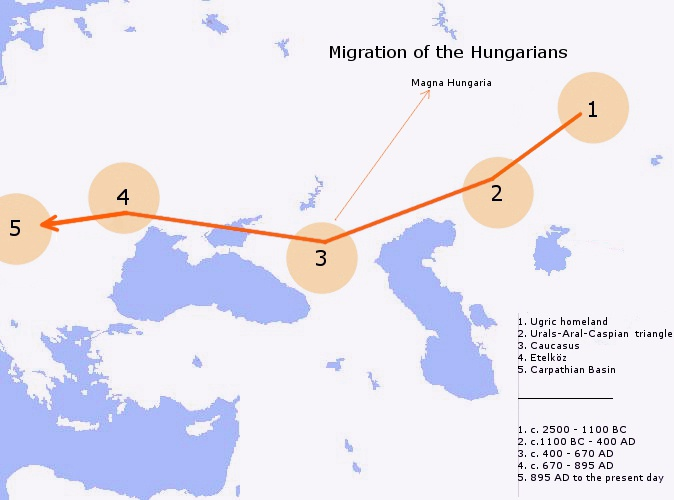
Карта ймовірної угорської передісторії

Найбільше угорців живе в Угорщині (98 % з 10,6 млн у 1977 році, 97,3 % з 10,2 млн у 2001 році, та тільки 78,2 % з 9 937 628 осіб в — 2011 році).
Живуть також як меншина в Румунії (1,25 млн), країнах колишньої Югославії (0,5 млн), Словаччині (0,4 млн), Україні (приблизно 95 тис.) і інших країнах колишнього СРСР (4 тис.), Австрії (30 тис.) й інших країнах Західної Європи та Північної (США (0.6 млн)), Канада (0.1 млн) і Південної Америки (Аргентина (20 тис.)) й Австралії (30 тис.), разом 13,5 млн.

## Мова
Розмовляють угорською мовою, спорідненою з хантийською і мансійською.
Діалекти:
- західний задунайський,
- південний, або альфельдський,
- тиський, або дунайсько-тиський,
- палоцький, або північно-західний,
- північно-східний,
- мезешезький, або закирайхазький,
- секейський.

Писемність на основі латинської графіки (з 10 століття).

## Релігія
За віросповідананням католики (68 %; у тому числі 3 % греко-католики) і протестанти (25 %).

## Історія
Угорці прибули на територію сучасної Угорщини наприкінці 9 ст. з первісної батьківщини між Волгою й Уралом через південні українські степи.
На недовгий час утворили в міжріччі між Бугом, Дністром, Серетом і Прутом союз семи угорських племен. Витиснені звідти печенігами й болгарами, подалися в 895–896 роках під проводом Арпада через Карпати до Паннонії. Тут підкорили собі місцеве населення, головним чином слов'янське (воно згодом асимілювалося), прийняли християнство й створили сильну централізовану державу Угорщину, до якої належали й теперішні українські землі на захід від Карпат — Закарпаття.

## Матеріальна культура

### Традиційне вбрання
Традиційний одяг угорців також вельми різноманітний. Жінки носили широкі збірчаті спідниці, часто надягаючі на декілька нижніх спідниць, короткі сорочки з широкими рукавами, яскраві безрукавки (пруслики). З'являтися на людях вони могли тільки в головних уборах — чіпцях, хустках.
Чоловічий костюм складався з полотняної сорочки, жилета і полотняних штанів (гат'я). Серед головних уборів переважали хутряні шапки і солом'яні капелюхи. Чоловічий верхній одяг — суконне пальто простого крою (губа), розшитий плащ (сюр), довга хутряна накидка (шуба).

### Кухня
Якщо традиційні форми костюма витиснені міським одягом, то в харчуванні в угорців традиції достатньо стійкі. Вживають в їжу багато м'яса, овочів (капусти, помідорів і ін.), борошняних виробів (локшини, галушок), приправ (чорного і червоного перцю — паприки, цибулі). Найвідоміші страви — гуляш (густий м'ясний суп з цибулею і червоним перцем), перкельт (тушковане м'ясо в томатному соусі), паприкаш (тушковане куряче м'ясо з червоним перцем), турошчуса (локшина з сиром і шкварками). Популярна чорна кава. Серед алкогольних напоїв переважають виноградне вино, фруктова горілка палінка.

## Сім'я
Сучасна сім'я мала, у минулому була поширена велика патріархальна.
У традиційній духовній культурі угорців, календарних і сімейних обрядах можна виділити елементи, пов'язані з дохристиянськими віруваннями, — сліди тотемізму, магії, шаманізму, простежуються деякі характерні міфологеми, наприклад, образ світового дерева («дерево, що дістає до неба»).

## Фольклор
У багатому фольклорі виділяються пісні і балади (наприклад, про розбійників-бетярів), казки (чарівні, жартівливі і ін.), історичні перекази, прислів'я.
Своєрідна угорська народна музика. У піснях «старого стилю» помітні риси, характерні для музичної творчості народів Поволжя. Музика «нового стилю» склалася під західно-європейським впливом. Відомі угорські танці — вербункош, чардаш і ін.

## Галерея

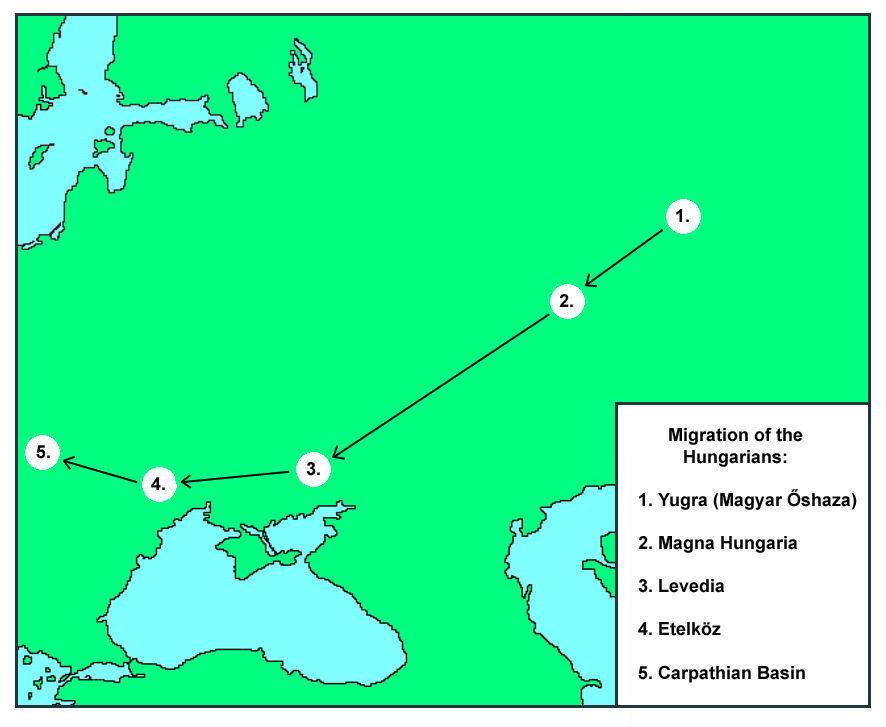
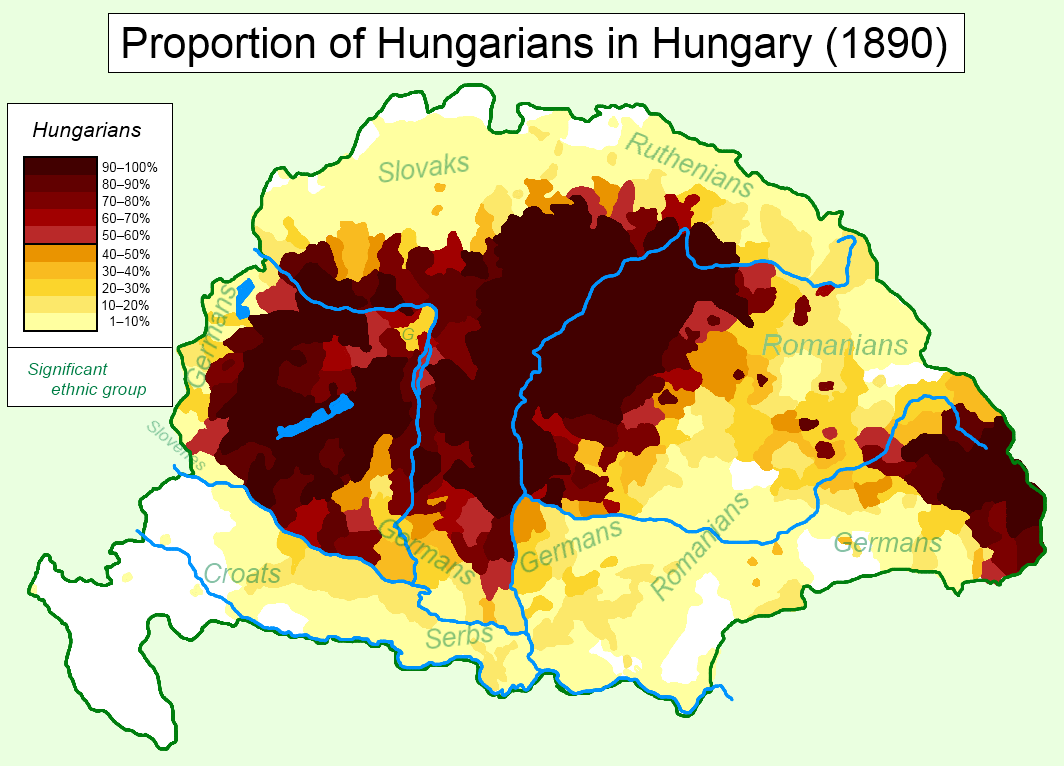
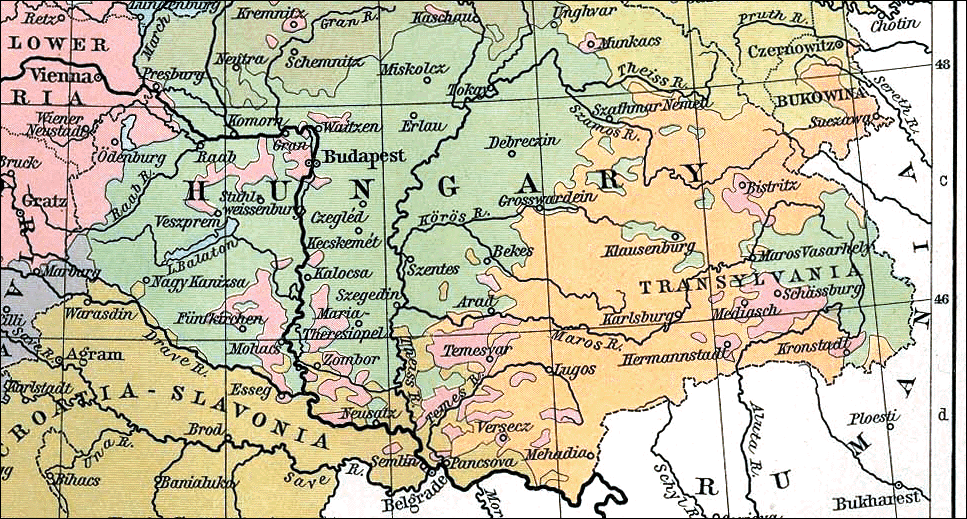
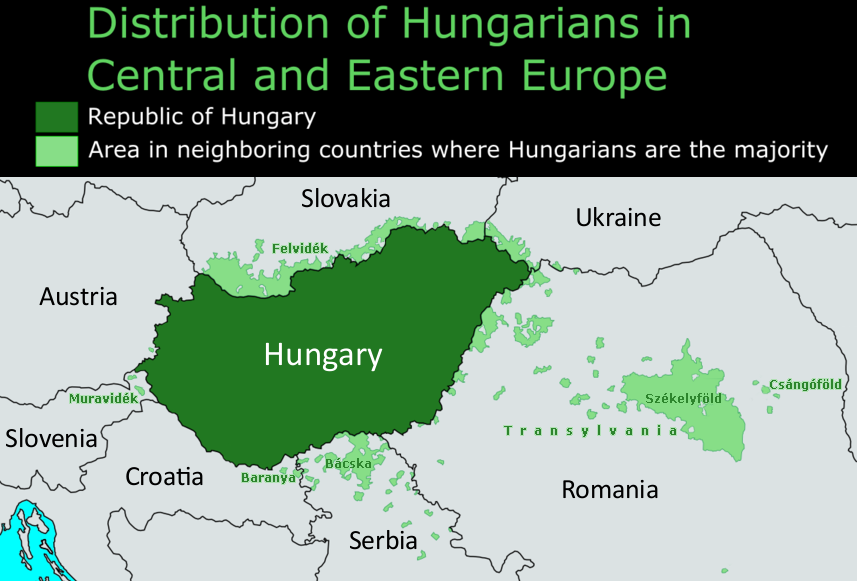

## Угорці в Україні
У 1970 р. в межах УРСР жило 153 000 угорців, у тому числі в Закарпатській області 152 000 (15,6 % усього населення). В останньому переписі 2001 року угорців в Україні було 156,6 тис., з них в Закарпатській області 151 516 (12,08 % від усього населення області). Та станом на 2017 рік, реальна чисельність угорців на території Закарпаття складає до 90 тис. чоловік. На Закарпатті, згідно статистики 2001 року, яка вже застаріла, угорці заселюють у більшості Берегівський район (76,1 %), місто Берегове (48,1 %), становлять чверть населення Виноградівського, третину Ужгородського (в самому Ужгороді лише 6,9 %), та 12,7 % Мукачівського районів. Деяке число їх живе в Тячівському, Хустському і Рахівському районах.
Мовні, суспільні та культурні взаємини між угорцями та українцями тривали століттями, наслідком чого багато українців, головним чином міщан та інтелігенції зугорщилися; зворотне явище траплялося рідко. Попри зміну прізвищ на угорські у 19-20 століттях зустрічаємо ще й тепер серед угорців чимало українських прізвищ. Співжиття угорців й українців призвело до мовно-культурних впливів; до угорської мови увійшло багато українізмів, і навпаки. До найдавніших угорських запозичень належать слова суспільної організації: király — король, ispán — начальник (пан), szabad — свобідний, család — родина (челядь), órosz — двірський слуга (також русин, руський), szolga — слуга, а з церковної термінології: barát — чернець (брат), kereszt — хрест, Karácsony — Різдво (карачун), szombat — субота тощо. Український побут, фолкльор, матеріальна й духова культура, пісня й музика, танці, зокрема на півдні Закарпаття, виявляють також угорські впливи, а в угорській культурі суміжних областей є українські елементи.
Нині угорська меншина в Україні належить до етнічно найстійкіших національних груп. Лише 2 % угорців подали іншу рідну мову, в тому числі 1 % — українську. Такий самий відсоток українців у Закарпатській області подає угорську мову за рідну. Угорці користуються досить широкими культурними правами в освіті, засобах комунікації, видах діяльності тощо. В Закарпатській області в 1970-х pp. виходили дві обласні газети угорською мовою: Kárpáti Igaz Szó («Правдиве карпатське слово») і Kárpátontuli Ifjúság («Закарпатська молодь») та районні газети в Берегові Vörös Zászló («Червоний прапор») й Ужгороді. У 1970-х pp. діяли 140 шкіл з угорською мовою навчання, у тому числі 15 середніх. У м. Береговому вистави Народного театру відбуваються угорською мовою. В Ужгородському університеті на філологічному факультеті є відділ угорської мови. Видавництво «Карпати» випускає книги угорською мовою для місцевих шкіл й річні календарі та переклади з української літератури для Угорщини.